# Filipo el Árabe
Marco Julio Filipo (en latín: Marcus Iulius Philippus) (c. 204; † 249), conocido como Filipo I o Filipo el Árabe, fue prefecto del pretorio del emperador Gordiano III, y emperador romano desde el 244 hasta el 249. Fue proclamado emperador por las legiones romanas tras la muerte de Gordiano III en circunstancias aún debatidas, probablemente después de la derrota de la batalla de Misiche en 244. Se ha sugerido que Filipo pudo haber estado implicado en su muerte debido al descontento generado por los resultados de la batalla.A partir del 248 fue coemperador junto a su hijo Filipo II. Su gobierno termina con su derrota y muerte en la batalla de Verona en 249, a manos de las fuerzas lideradas por Decio, comandante ilirio que había ganado popularidad por su éxito en sofocar las revueltas del usurpador Pacatiano en Moesia y Panonia, durante la crisis del siglo III. A su muerte, Filipo II sería asesinado por la guardia pretoriana y el hermano de Filipo I, Cayo Julio Prisco, reclamaría el trono autoproclamándose emperador pero moriría, probablemente asesinado, al comienzo del reinado de Treboniano Galo, cerca de 251.

## Primeros años
Se conoce muy poco sobre los primeros años de la vida y carrera política de Filipo. Nació en Shahba, a unos 87 kilómetros al sur de Damasco, en la provincia romana de Siria. Filipo recibió el sobrenombre de "el Árabe" porque parte de su familia procedía de la península arábiga, rama familiar que supuestamente descendía de una prestigiosa familia de Alepo. Filipo era hijo de Julio Marino, un ciudadano romano probablemente de la nobleza local. Muchos historiadores concuerdan en afirmar que Filipo era de ascendencia árabe, y que ganó la ciudadanía romana por herencia paterna, siendo su padre un ciudadano de considerable influencia. Dado que muchos ciudadanos de las provincias adoptaban nombres romanos al adquirir la ciudadanía resulta difícil rastrear los orígenes de Filipo.
El nombre de su madre es desconocido aunque las fuentes hacen referencia a la existencia de un hermano, Cayo Julio Prisco, miembro de la guardia pretoriana durante el reinado de Gordiano III (238-244). En 234 Filipo se casó con Marcia Otacilia Severa, hija de un gobernador romano, y en 238 tuvo con ella un hijo, Marco Julio Severo Filipo, el futuro Filipo II. Según evidencias numismáticas, habrían tenido también una hija llamada Julia Severa o Severina, que no aparece mencionada en las fuentes antiguas.
Filipo consiguió ascender en el ejército romano hasta ocupar un puesto en la guardia pretoriana durante el reinado de Alejandro Severo, que era de origen sirio. La guardia pretoriana estaba asociada muy de cerca con el emperador, sirviendo como guardia personal, entre otras tareas.

## Carrera política y militar

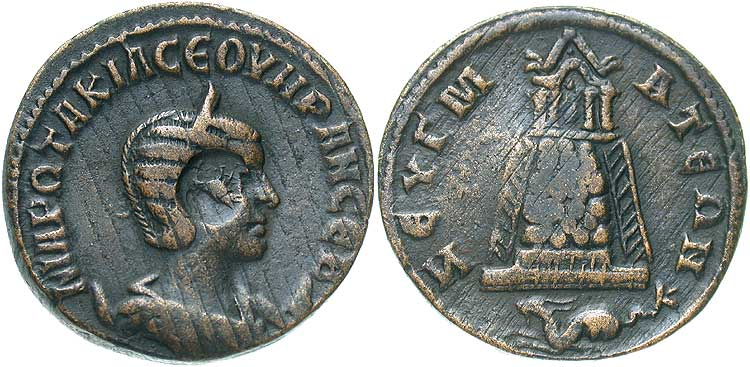
Moneda con la imagen de Marcia Otacilia Severa, esposa de Filipo. La leyenda en griego establece que recibió el título de Augusta.

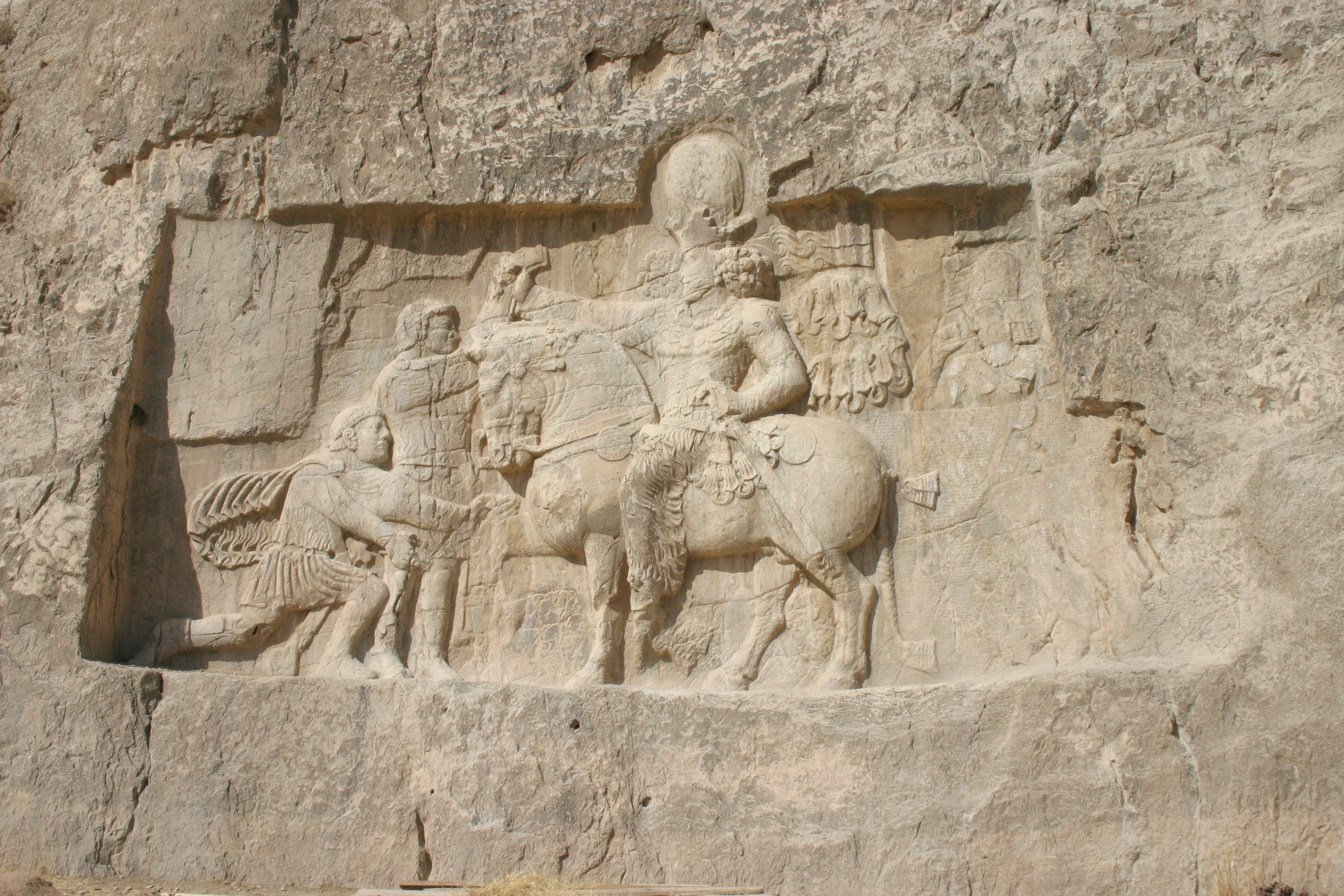
Relieve excavado en la roca en Naqsh-e Rostam en dónde aparece Sapor I (sobre el caballo) con Galieno (de pie) y, posiblemente, el emperador Valeriano (arrodillado).

En 243, durante la campaña de Gordiano III contra Sapor I de Persia, el prefecto del pretorio Timesteo murió en extrañas circunstancias. A sugerencia de su hermano Prisco, Gordiano nombró a Filipo nuevo prefecto del pretorio y comandante de las legiones en Mesopotamia. Con este movimiento los dos hermanos pretendían controlar al joven emperador, y gobernar el imperio como regentes extraoficiales. Sin embargo, y tras una derrota militar, Gordiano III murió en 244 en circunstancias que todavía hoy son objeto de debate: Mientras que algunos consideran que Filipo conspiró para asesinarle, otros relatos, incluyendo algunos desde el punto de vista persa, comentan que Gordiano murió en batalla. 
En cualquier caso, y tras la muerte de Gordiano, Filipo fue proclamado emperador por las legiones y asumió la púrpura imperial. Según Edward Gibbon: 

Su ascenso desde una posición tan oscura hasta las mayores dignidades del imperio parece demostrar que fue un líder valiente y capaz. Pero su valentía le llevó a aspirar al trono, y sus habilidades fueron utilizadas para suplantar, no servir, a su indulgente amo.

Filipo no iba a repetir los errores de anteriores pretendientes al trono, y sabía que debía ir a Roma para conseguir el reconocimiento del Senado romano. Filipo se apresuró para pactar una paz con el rey persa Sapor I, y dejó a su hermano como gobernador en las provincias orientales. Después, se dirigió a la capital, donde fue confirmado como Augusto, a la vez que proclamó a su hijo César y, por lo tanto, heredero del trono.

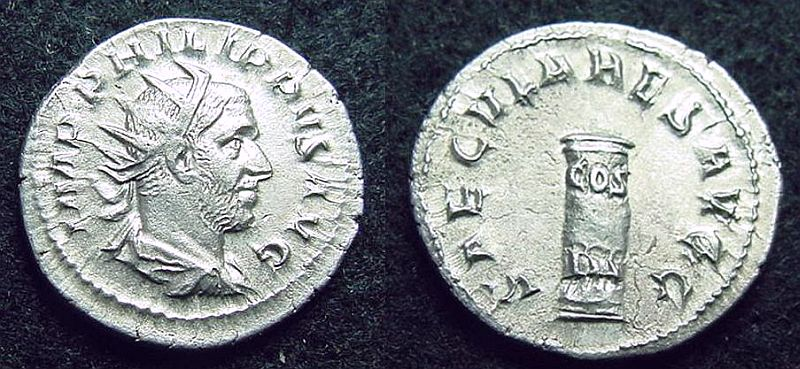
Antoniniano acuñado en la época de Filipo en el que se conmemora el milenio de Roma.

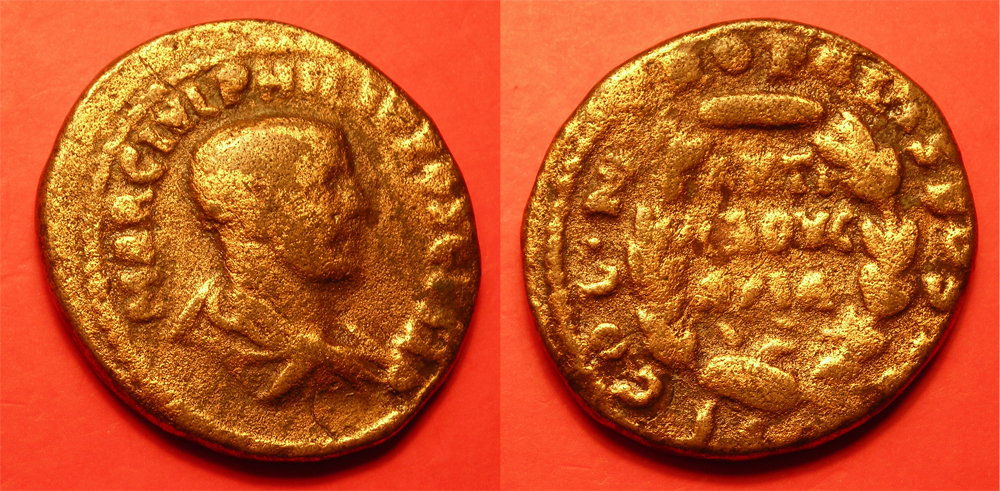
Moneda de Filipo acuñada en Bostra, capital de la provincia romana Arabia Petraea.).

El comienzo del reinado de Filipo coincidió con una nueva invasión de los germanos sobre las provincias de Panonia y la invasión de Moesia (hoy Bulgaria) sobre la frontera del Danubio, por parte de los godos. Estas invasiones fueron finalmente repelidas en 248, pero las legiones no quedaron contentas con la victoria, probablemente debido al pequeño botín incautado. Pronto surgió la rebelión, y los soldados proclamaron emperador a Tiberio Claudio Pacatiano. El motín fue aplastado y Filipo nombró a Decio como nuevo gobernador de la provincia, una decisión que eventos posteriores demostraron ser errónea. Sin embargo, la revuelta de Pacatiano no fue la única amenaza al gobierno de Filipo: en el este Marco Jotapiano dirigió una nueva revuelta en respuesta al gobierno opresivo de Prisco y a los excesivos impuestos sobre las provincias orientales. Otros usurpadores, como Silbanaco o Esponsiano, figuran en las fuentes como líderes o posibles líderes de rebeliones que no tuvieron demasiado éxito.
En abril de 248 —conforme al calendario romano, abril del año 1000 A.U.C.—, Filipo tuvo el honor de dirigir las celebraciones conmemorativas del milenario de la fundación de Roma que, según el cómputo de Marco Terencio Varrón, fue fundada por Rómulo en lo que es el año 753 a. C. del calendario occidental y año uno del calendario de la antigua Roma. Combinó el aniversario con la celebración del décimo saeculum de Roma. Según los relatos contemporáneos, las celebraciones fueron magníficas e incluyeron espectaculares juegos, juegos seculares, instituidos por Augusto y ya celebrados por Claudio y Antonino Pío, y espectáculos teatrales por toda la ciudad. En el Coliseo murieron más de 1000 gladiadores junto con cientos de animales exóticos entre los que se incluía hipopótamos, leopardos, leones, jirafas y hasta un rinoceronte.

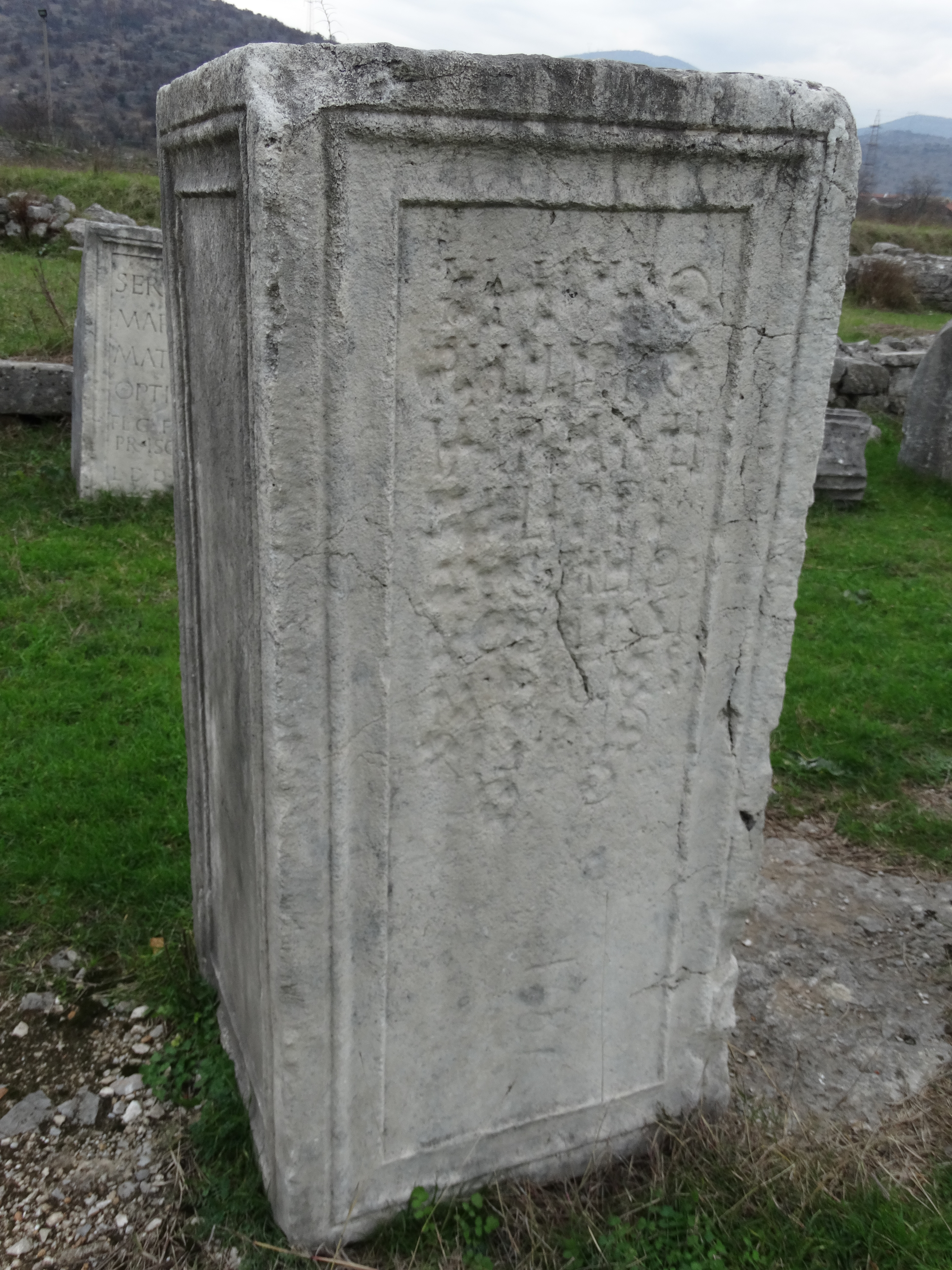
Pedestal honorario procedente de Doclea (Duklja, Montenegro) borrado mediante damnatio memoriae al ser derrotado y muerto por Decio.

La celebración del milenario de la ciudad quedó reflejada también en la literatura, con diversas publicaciones honoríficas entre las que se incluye la Historia de los Mil Años de Asinio Cuadrato. 
A pesar del ambiente festivo, sin embargo, el descontento entre las legiones iba creciendo. Decio (249-251) fue proclamado emperador por las tropas del Danubio en la primavera del año 249. Este se puso en seguida en marcha hacia Roma y ambos ejércitos se encontraron cerca de Verona ese mismo verano. Decio ganó la batalla y Filipo perdió la vida en algún momento de septiembre de 249. El hijo de Filipo, Marco Julio Severo Filipo, de 11 años, también pudo morir junto con su padre. Prisco desapareció sin dejar rastro, según Potter. Sin embargo, Prisco puede haber sido el usurpador de igual nombre registrado en las provincias orientales durante los reinados de Decio y Treboniano Galo.

## Creencias religiosas
Algunos historiadores posteriores, siendo el primero de ellos Eusebio de Cesarea en su Historia Ecclesiae, mantienen que Filipo era el primer emperador cristiano. Esta opinión parece que se basa en informes de Eusebio según los cuales Filipo habría entrado supuestamente en una celebración cristiana de la Pascua, tras haber sido requerido por un obispo para que confesase sus pecados. Versiones posteriores ubican estos hechos en Antioquía.
Sin embargo, los historiadores suelen identificar a Constantino I el Grande, bautizado en su lecho de muerte, como el primer emperador cristiano, y consideran la adhesión de Filipo al cristianismo como dudosa, teniendo en cuenta que los escritores de la época no mencionan ese hecho y que Filipo, durante todo su reinado, mantuvo todas las apariencias de seguir la religión pagana oficial. Los críticos consideran que la afirmación de Eusebio es debida probablemente a la tolerancia mostrada por Filipo sobre los cristianos. San Quirino de Roma sería, según la leyenda, hijo de Filipo el Árabe.